# 왕자와 무희
《왕자와 무희》(영어: The Prince and the Showgirl)는 1957년 개봉한 영국, 미국의 로맨틱 코미디 영화이다. 로런스 올리비에가 감독을, 테런스 래티건이 각본을 맡았다. 테런스 래티건의 연극 The Sleeping Prince 가 영화의 원작이다.

## 출연

### 주연
- 마릴린 먼로
- 로렌스 올리비에

### 조연
- 시빌 손다이크
- 리처드 워티스
- 제레미 스펜서
- 에스몬드 나이트
- 폴 하드윅
- 로자먼드 그린우드
- 오브리 덱스터
- 맥신 오드리
- 해롤드 굿윈
- 안드레아스 말란드리노스
- 진 켄트
- 데프니 앤더슨
- 베라 데이
- 빈코드
- 데이빗 혼
- 데니스 에드워즈
- 글래디스 헨슨

## 기타
- 원작자: 테렌스 래티건
- 협력프로듀서: 안소니 버쉘
- 미술: 로저 K. 퍼스